# Prague Open 2014
Prague Open 2014, oficiálním názvem Prague Open by Advantage Cars 2014, byl tenisový turnaj pořádaný jako součást mužského okruhu ATP Challenger Tour, který se hrál na otevřených antukových dvorcích v tenisovém areálu Štvanice. Konal se mezi 9. až 15. červnem 2014 v Praze jako 17. ročník turnaje.
Na turnaji s rozpočtem 42 500 eur byl nejvýše nasazeným hráčem ve dvouhře český hráč z počátku šesté desítky Lukáš Rosol, který potvrdil roli favorita a soutěž vyhrál. V českém finále zdolal turnajovou dvojku Jiřího Veselého po třísetovém průběhu. Roman Jebavý spolu s Veselým triumfovali v deblové části turnaje.

## Mužská dvouhra

### Nasazení
| Stát                            | Hráč                     | ATP  | Nasazení |
| ------------------------------- | ------------------------ | ---- | -------- |
| Česko                           | Lukáš Rosol              | 52.  | 1.       |
| Česko                           | Jiří Veselý              | 81.  | 2.       |
| Kazachstán                      | Olexandr Nedovjesov      | 101. | 3.       |
| Kanada                          | Peter Polansky           | 135. | 4.       |
| Česko                           | Jan Hájek                | 159. | 5.       |
| Španělsko                       | Adrián Menéndez-Maceiras | 174. | 6.       |
| Itálie                          | Matteo Viola             | 184. | 7.       |
| Španělsko                       | Roberto Carballés Baena  | 185. | 8.       |
| Žebříček ATP k 26. květnu 2014. |                          |      |          |

### Jiné formy účasti
Následující hráči obdrželi divokou kartu do hlavní soutěže:
- Jakub Filipský
- Adam Pavlásek
- Lukáš Rosol
- Pavel Štaubert

Následující hráči postoupili z kvalifikace:
- Alessandro Giannessi
- Marek Michalička
- Roberto Marcora
- Michael Lammer

## Mužská čtyřhra

### Nasazení
| Stát                                                                       | Hráč             | Stát   | Hráč              | ATP1) | Nasazení |
| -------------------------------------------------------------------------- | ---------------- | ------ | ----------------- | ----- | -------- |
| Česko                                                                      | František Čermák | Rusko  | Michail Jelgin    | 123.  | 1.       |
| Irsko                                                                      | James Cluskey    | Česko  | Jaroslav Pospíšil | 336.  | 2.       |
| Spojené státy americké                                                     | Vahid Mirzadeh   | Kanada | Peter Polansky    | 386.  | 3.       |
| Česko                                                                      | Lukáš Dlouhý     | Česko  | Jaroslav Levinský | 411.  | 4.       |
| Žebříček ATP k 26. květnu 2014; číslo je součtem umístění obou členů páru. |                  |        |                   |       |          |

### Jiné formy účasti
Následující páry obdržely divokou kartu do hlavní soutěže:
- Marek Jaloviec /  Daniel Knoflíček
- Jakub Filipský /  Pavel Štaubert
- Tomáš Papík /  Patrik Rikl

## Přehled finále

### Mužská dvouhra
- Lukáš Rosol vs.  Jiří Veselý, 3–6, 6–4, 6–4

### Mužská čtyřhra
- Roman Jebavý /  Jiří Veselý vs.  Lee Hsin-han /  Ce Čang, 6–1, 6–3